# Alice et le Pigeon voyageur
Alice et le Pigeon voyageur (titre original : The Password to Larkspur Lane, littéralement : Le Mot de passe pour le chemin du Pied-d'alouette) est le dixième roman de la série américaine Alice (Nancy Drew en VO) écrite par Caroline Quine, nom de plume collectif de divers auteurs. L'auteur de ce roman est Walter Karig.
Aux États-Unis, le roman a été publié pour la première fois en 1933 par Grosset & Dunlap, New York. En France, il est paru pour la première fois en 1961 par Hachette Jeunesse dans la collection « Bibliothèque verte » sous le no 196. Il n'a plus été réédité en France depuis 1980.

## Résumé
Remarque : le résumé est basé sur l'édition cartonnée non abrégée parue en 1961 en langue française.
Un petit avion de tourisme heurte un pigeon voyageur qui vient tomber sur la pelouse des Roy. Alice découvre que l'oiseau porte un message accroché à la patte : « Gros ennuis. Les chevaux du roi remplacent Guillaume et Guillaumette. Venez immédiatement. » Que signifie donc cet énigmatique message ?, se demande Alice.
Le pigeon ayant guéri, Alice le relâche et, avec son amie Jeannette, elle le suit en voiture, sachant que les pigeons voyageurs rentrent toujours au bercail. L'oiseau la conduit dans la campagne jusqu'à un pigeonnier. Le maître des lieux, un homme brutal, suspicieux des questions d'Alice, chasse les jeunes filles. Cela ne décourage pas Alice qui décide d'explorer les environs.
Elle découvre qu'une maison de retraite se trouve à proximité. La jeune fille est intriguée par la présence d'une clôture électrifiée et d'une patrouille avec des chiens de garde. Elle épie le parc où les pensionnaires prennent l'air dans des chaises roulantes, et surprend la conversation entre une vieille dame et une infirmière. Ce qu'elle entend va la scandaliser...

## Personnages

### Personnages récurrents
- Alice Roy : jeune détective amateur blonde, orpheline de mère, fille de James Roy.
- James Roy : avoué[2] de renom, père d'Alice Roy, veuf.
- Bess Taylor[3] :  jeune fille blonde et rondelette, une des meilleures amies d'Alice.
- Marion Webb[3] : jeune fille brune et sportive, cousine germaine de Bess Taylor et une des meilleures amies d'Alice.
- Ned Nickerson : jeune homme brun et athlétique, ami et chevalier servant d'Alice, étudiant à l'université d'Emerson.
- Sarah : la fidèle vieille gouvernante des Roy, qui a élevé Alice à la mort de sa mère.

### Personnages spécifiques à ce roman
- Thomas Jansenne : un malfaiteur.
- Jim Moser.
- Mme Schneider : sœur de Sarah.
- Lili Schneider (Effie Schneider en VO) : fille de Mme Schneider, nièce de Sarah.
- Jeannette Durban (Helen Corning en VO) : vieille amie d'Alice.
- M. Keller : bijoutier de River City.
- Jackie : garçonnet voisin des Roy.
- Le docteur Barne (Dr. Spires en VO) : vieil ami des Roy.
- Mme Elvine Eldridge : pensionnaire à la maison de retraite Chandazur.
- Mlle Tirel : infirmière à la maison de retraite Chandazur.

## Éditions françaises
Note : Toutes les éditions ont paru aux éditions Hachette Jeunesse.
- 1961 : Alice et le Pigeon voyageur — coll. « Bibliothèque verte » no 196, cartonné, texte original. Illustré par Albert Chazelle. Traduit par Hélène Commin. 25 chapitres. 250 p.  ;
- 1973 : Alice et le Pigeon voyageur — coll. « La Galaxie », cartonné, texte légèrement abrégé. Nouvelles illustrations d'Albert Chazelle ;
- 1980 : Alice et le Pigeon voyageur — coll. « Idéal-Bibliothèque », cartonné, texte légèrement abrégé. Illustré par Jean Sidobre. Traduit par Hélène Commin. 25 chapitres. 184 p.

## Adaptations

### Cinéma
Ce roman a été librement adapté en 1938 sous le titre Nancy Drew... Detective de William Clemens. Il s'agit de la toute première adaptation de la série littéraire Alice au cinéma.

### Série télévisée
Dans le douzième épisode de la série télévisée Nancy Drew, Nancy se rend dans un hôpital psychiatrique nommé Larkspur Lane, le nom de la maison de retraite dans la version originale anglaise du livre. Le titre de l'épisode, The Lady of Larkspur Lane, est également une référence au titre anglais du livre, The Password to Larkspur Lane.

## Autour du roman
- Le titre n'a plus été réédité en France depuis 1980.
- Fait inhabituel : dans ce roman, les personnages de Bess et Marion ne prennent pas part à l'aventure d'Alice. L'on retrouve en revanche le personnage d’Hélène (ici traduit en français par "Jeannette"[5]), qui partageait déjà les aventures d'Alice dans les premiers romans de la série quand les personnages de Bess et Marion n'existaient pas encore.
- Les mots de passe « Les chevaux du roi remplacent Guillaume et Guillaumette » sont la traduction fantaisiste du texte original « Blue Bells will be singing horses ». La traductrice ne s'est pas contentée de traduire les termes qui, tout au long du roman, aident Alice à percer le mystère (les pieds d’alouettes, les delphiniums, les mots de passe, etc.), mais elle en fait également une adaptation française très libre en s'inspirant notamment de la Modèle:Comptine française « Bonjour Guillaume ».